# زاحفة مورادي
زاحفة مورادي (الاسم العلمي:†Moradisaurus) هي جنس منقرض من فصيلة ممساكيات الخطم. تم العثور على بقاياها بالقرب من تشيموزينوج في منطقة أغاديس في شمال جمهورية النيجر. وعاشت في حوض إولميدان، وسط بانجيا. زاحفة مورادي الكبيرة (Moradisaurus grandis) هي أكبر وأشهر أنواع ممساكيات الخطم المعروفة حتى الآن. زاحفة مورادي هي الجنس النمطي لأسرة زاحفات مورادي وزاحفة مورادي الكبيرة هي النوع النمطي والوحيد المشار إليه حاليًا لهذا الجنس. وهي معروفة من كل من بقايا الجمجمة وما بعد القحف.